# Hugo z Rouen

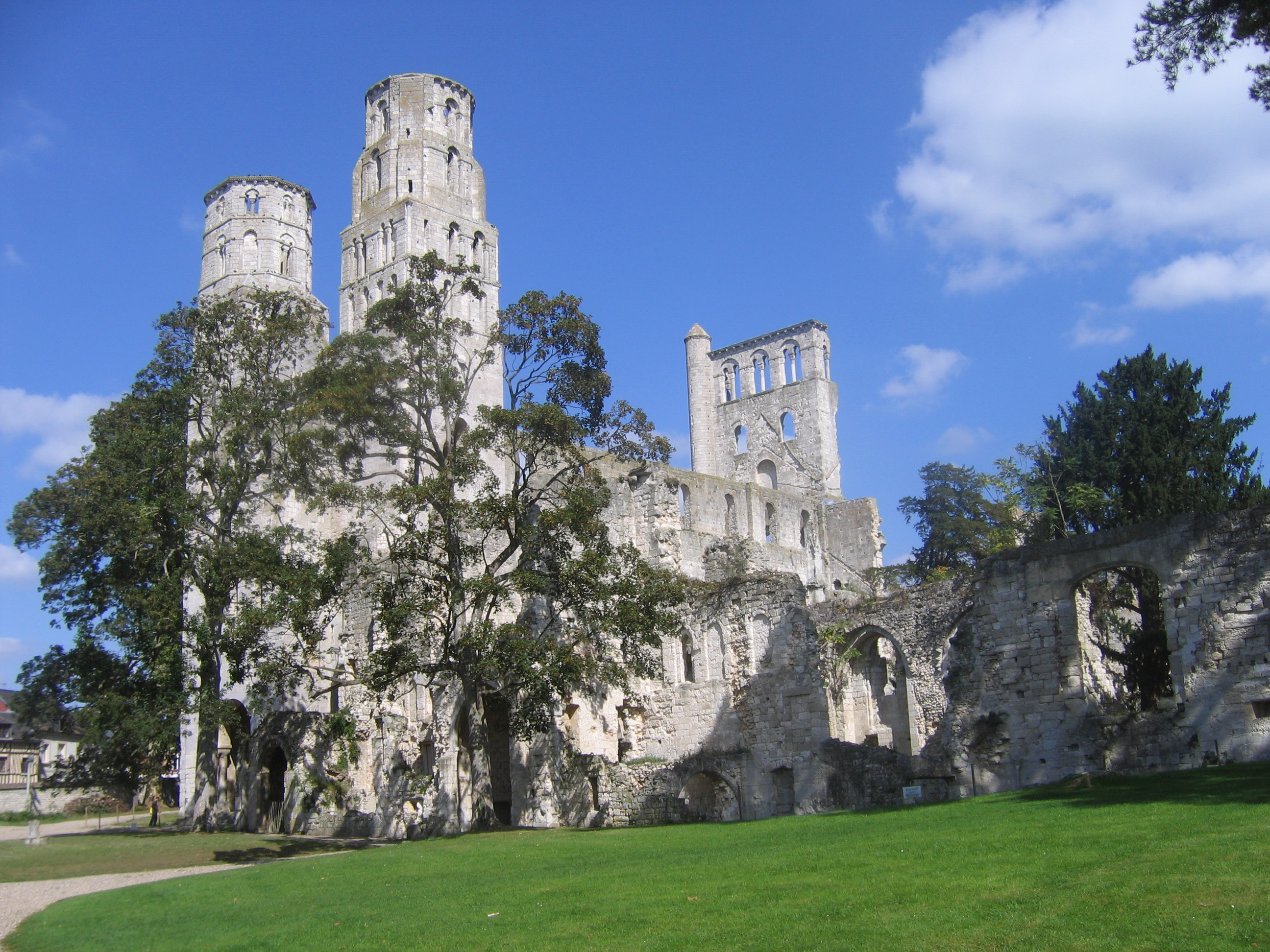
Klasztor Jumièges

Hugo z Rouen, (fr.) Hugues de Rouen (zm. 9 kwietnia 730) – święty katolicki, biskup Paryża.
Jego ojcem był Drogo, książę Szampanii i Burgundii. Święty Hugo od 718 roku opatem klasztoru Jumièges, a w 722 roku otrzymał sakrę biskupią i objął diecezję Rouen i Paryża, a w rok później został biskupem Bayeux i opatem Fontenelle w Saint-Wandrille-Rançon. Zrzekłszy się urzędów zamieszkał w klasztorze Jumièges, gdzie zmarł. Pochowany został w Katedrze Notre-Dame w Paryżu.
Jego wspomnienie liturgiczne obchodzone jest w dies natalis (9 kwietnia).